# Rhionaeschna vigintipunctata
Rhionaeschna vigintipunctata – gatunek ważki z rodziny żagnicowatych (Aeshnidae). Występuje na terenie Ameryki Południowej.